# Gare de Naruto
La gare de Naruto (鳴門駅, Naruto-eki) est une gare ferroviaire terminus située à Naruto, dans la préfecture de Tokushima au Japon. Elle est exploitée par la JR Shikoku.

## Situation ferroviaire
La gare de Naruto marque la fin de la ligne Naruto.

## Histoire
La gare de Naruto a été inaugurée le 18 janvier 1928.

## Service des voyageurs

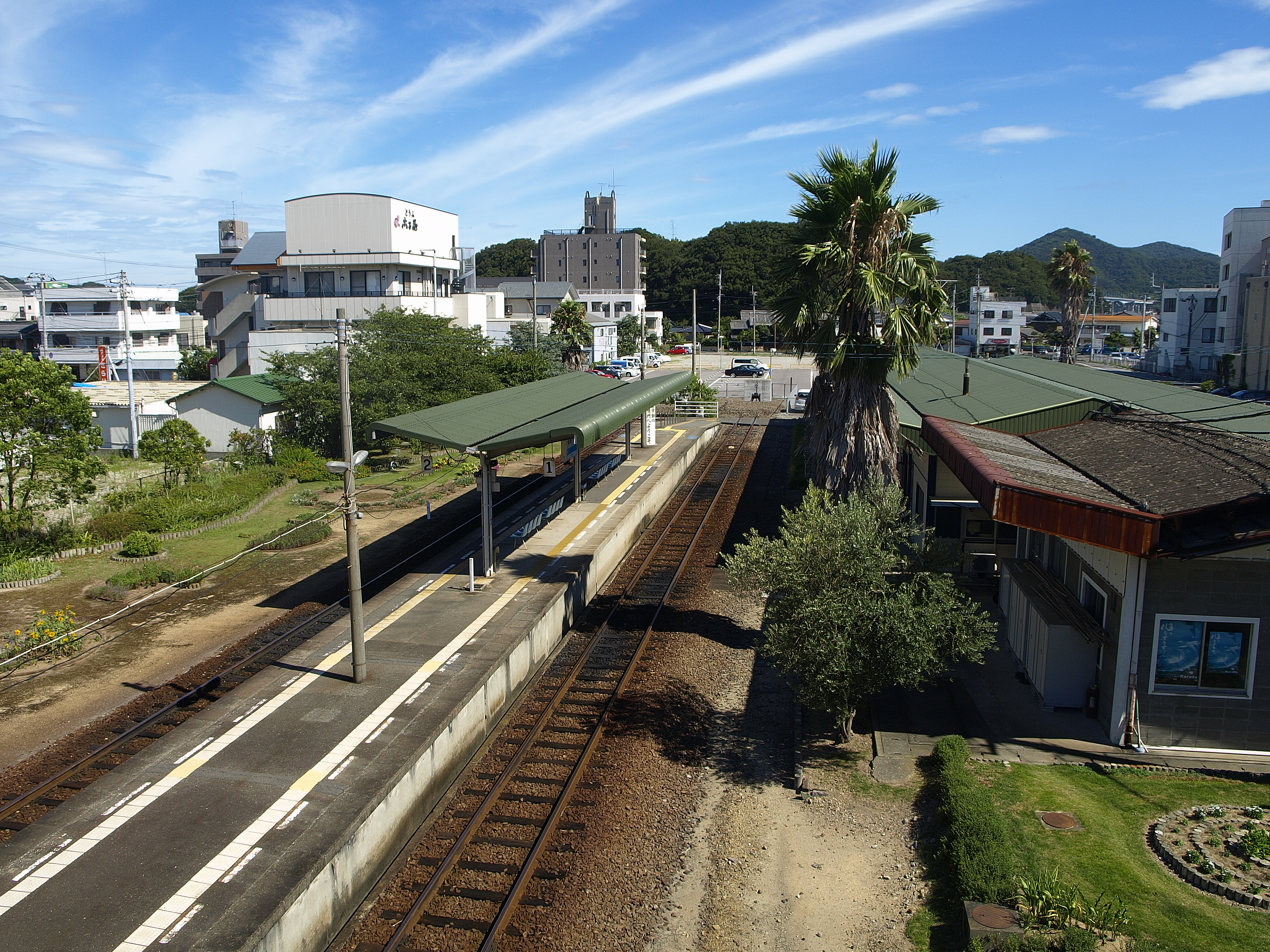
Vue des voies.

### Accueil
La gare dispose d'un bâtiment voyageurs, avec guichets, ouvert tous les jours.

### Desserte
- Ligne Naruto :
  - voies 1 et 2 : direction Ikenotani et Tokushima